# Soneja
Soneja es un municipio de la Comunidad Valenciana (España) perteneciente a la provincia de Castellón y la comarca del Alto Palancia. Soneja está situada en el camino natural que une Aragón con la Comunidad Valenciana. El término municipal de Soneja tiene una extensión de 29,10 km², siendo atravesado por el río Palancia. Cuenta con una población de 1513 habitantes (INE 2024). Se trata de un municipio castellanohablante, en el que el castellano cuenta con el predominio lingüístico reconocido legalmente.

## Geografía
Integrado en la comarca de Alto Palancia, se sitúa a 50 kilómetros de la capital provincial. El término municipal está atravesado por la antigua carretera nacional N-234 y por carreteras locales que conectan con Sot de Ferrer y Azuébar.
La mayor parte del término se encuentra situada en el valle del río Palancia cuando este empieza a ensancharse. Por ello, a pesar de encontrarse en las estribaciones de la sierra de Espadán, no hay elevaciones montañosas de relevancia, salvo el Alto de Palomera (607 m), el Churro (533 m) y La Dehesa (469 m). El casco urbano se encuentra muy cercano al curso fluvial, a una altitud de 289 m sobre el nivel del mar. La altitud oscila entre los 607 m (Alto de Palomera), en la sierra de Espadán, y los 240 m a orillas del río Palancia.

### Localidades limítrofes
| Noroeste: Castellnovo        | Norte: Almedíjar y Azuébar                        | Noreste: Chóvar             |
| Oeste: Castellnovo y Segorbe |                                                   | Este: Alfondeguilla         |
| Suroeste: Segorbe            | Sur: Sot de Ferrer y Algar de Palancia (Valencia) | Sureste: Sagunto (Valencia) |

### Comunicaciones
- Estación de Soneja
- Parada de autobuses de Soneja

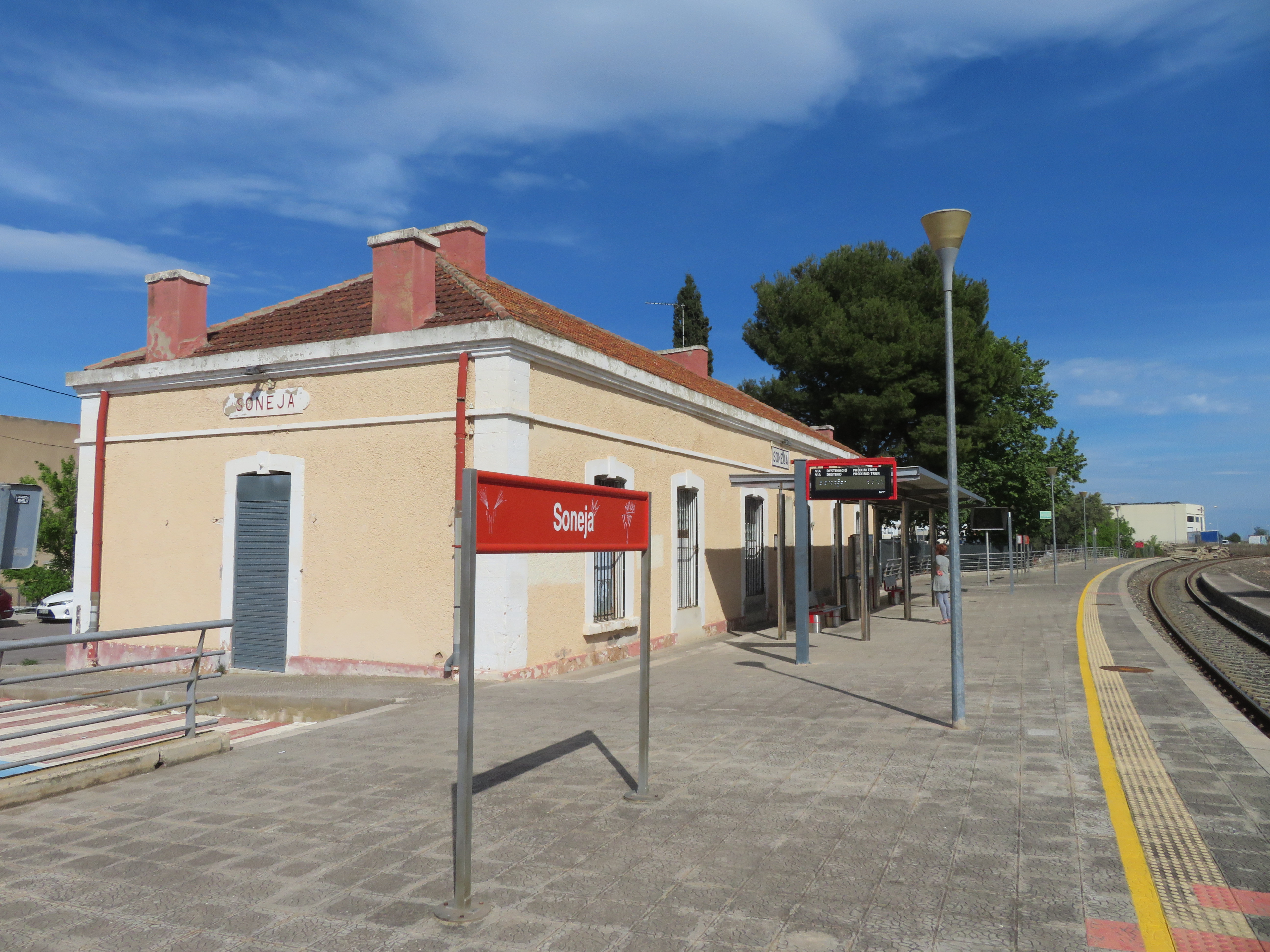
Estación ferroviaria de Soneja

La manera más sencilla de llegar es a través de la autovía A-23, de Sagunto a Somport. La villa se encuentra a 50 km de Valencia, 57 km de Castellón de la Plana, 23 km de Sagunto y 95 km de Teruel. También tiene acceso ferroviario a través de la línea de cercanías C-5, que enlaza Valencia y Caudiel, y mediante autobús desde Castellón y Valencia.

## Historia
El emplazamiento de población en tierras hoy sonejeras se ha datado desde muy antiguo. El entorno de La Dehesa ha desvelado asentamientos humanos del Epipaleolítico, y los historiadores consideran que, ubicada en el camino natural entre Sagunto y la antigua Segóbriga, ambas aliadas, se debió de establecer un emplazamiento romano, como lo demuestra un castro descubierto en el Monte Gómez, limítrofe entre los términos municipales de Soneja y Sot de Ferrer. Por otra parte, se han encontrado restos de finales de los tiempos ibéricos y de la plena romanización en diversos puntos del territorio, aunque hay razones para pensar que el emplazamiento donde hoy se encuentra el casco urbano de Soneja no tomaría carta de naturaleza, como población, hasta los s. X o XI.
En cuanto a su toponimia, tradicionalmente se ha pensado que su nombre podría derivar del nombre Sonexa, dado que –según datos facilitados por el que fuese procurador del Conde de Cervellón- "en el sitio que hoy ocupa el Palacio había una Alquería con su correspondiente torre, habitada por un moro llamado Sonexa; alfaquí de un grupo de moros establecidos en lo que hoy es la calle de la Hombría". La toponimia actual, sin embargo, propone la tribu bereber de los Sanhaja (Sanhâga, Sinhaja, Sinhaya) como la hipotética fundadora de la aljama de Soneja, que surgiría en torno al siglo XI en lo alto de la colina donde hoy se halla la plaza de la Iglesia y entorno. La aldea conformada entonces por un pequeño grupo de casas sería el germen desde el cual se desarrollaría su actual núcleo urbano.
La antigüedad de Soneja puede decirse, por tanto, que se remonta a varios siglos previos a la conquista del reino de Valencia por el rey Don Jaime I. Como a otros musulmanes, se permitió a sus primeros pobladores continuar viviendo y conservando sus propias creencias y tradiciones, así como pagar impuestos a los señores cristianos, por lo que desde entonces fueron denominados "mudéjares". Se conserva, probablemente de los siglos inmediatamente posteriores, un acueducto medieval que aún hoy cumple su función.
A partir especialmente de la guerra de las Germanías, los mudéjares del reino de Valencia fueron obligados a convertirse al cristianismo, siendo llamados a partir de entonces "moriscos". En 1534 se crearon nuevas parroquias en lugares habitados por moriscos, como fue la de Soneja, Azuébar y Chóvar, aunque siguió unida a la iglesia parroquial de Almedíjar y su curato.
El 8 de febrero de 1563 tuvo lugar el desarme de los moriscos valencianos, con la confiscación en Soneja de 27 espadas, 5 puñales, 2 ballestas, 1 rodela, 3 broqueles, 3 cervelleras y 1 daga. Y en 1599 la parroquia de Soneja, Azuébar y Chóvar se convirtió en curato, desligándose de la iglesia parroquial de Almedíjar y aprobándose la fundación de una iglesia parroquial en el lugar de Soneja, para forzar la conversión real de sus moriscos.
Tras la expulsión del reino de Valencia de la población morisca, decretada el 22 de septiembre de 1609, Soneja quedó convertido en un despoblado, pues la totalidad de los habitantes eran moriscos. El lugar fue nuevamente poblado por 39 familias cuando Don José Folch de Cardona les otorgó -junto a las 6 familias llegadas a Azuébar- la carta de población el 27 de noviembre de 1609. Esta fue la primera carta puebla que se conformó en la geografía castellonense tras la expulsión de los moriscos.
Aunque tuvo una iglesia anterior (construida en 1633), el 5 de octubre de 1751 se inició la construcción de la actual Iglesia de San Miguel Arcángel, finalizando en 1768.
Durante la primera guerra carlista sufrió diversas incursiones de las fuerzas carlistas, como fue el saqueo e incendio ocurrido en 1836. Por este y otros motivos, la villa se fortificó con tres cercos amurallados entre 1839 y 1840.
Treinta años más tarde, entre 1861 y 1869, se desarrollaron las tareas de deslinde y amojonamiento para la completa separación de los términos municipales de Soneja y Azuébar.
Ya en el siglo XX, Soneja padeció nuevamente los rigores de la guerra y de la posguerra, pues en sus inmediaciones existió un campo de concentración que albergó prisioneros republicanos una vez terminó la guerra (entre dichos prisioneros se encontró el que sería posteriormente destacado dramaturgo, Antonio Buero Vallejo).

## Demografía
Soneja cuenta con una población de 1513 habitantes (INE 2024).
| Gráfica de evolución demográfica de Soneja entre 1842 y 2021                                                        |
| |
| Población de derecho según los censos de población del INE Población de hecho según los censos de población del INE |

## Economía
En cuanto al sector primario, el cultivo al que se dedica mayor extensión en Soneja es el frutal de secano (en particular, el algarrobo). Sin embargo, el olivo es el cultivo más relevante para la economía doméstica sonejera, aunque las transformaciones agrícolas para el plantado de cítricos han proliferado en la última década, a costa de eliminar del paisaje cultivos tradicionales y centenarios.
El cultivo predominante en la localidad se caracteriza por ser minifundista y muy parcelado, con una media de 2’85 ha por contribuyente.
La ganadería, en todas sus manifestaciones (trashumancia, cunicultura, avicultura, apicultura), es una actividad actualmente muy reducida y en retroceso. Y, de igual modo, el campo sonejero, como medio de vida y de trabajo, está padeciendo un progresivo abandono.
En lo que concierne a la industria, el yeso ha sido y es una industria emblemática en Soneja, que ha ido concentrando toda la producción en una única gran empresa, a la vez que esa producción ha aumentado para abastecer a todo el país. Esta actividad lleva asociadas varias empresas locales, como son las de transportes por carretera.
La construcción figura como la principal actividad del sector secundario en cuanto al número de empresas registradas, a pesar de los datos negativos registrados a partir de 2008. Desgraciadamente, la inversión industrial registrada en maquinaria y bienes inmuebles ha sufrido un grave descenso desde mediados de la década de los noventa del siglo pasado.
El redescubrimiento de los recursos de todo orden con que cuenta Soneja y su entorno inmediato (geográficos, naturales, medioambientales, sociales, históricos, culturales) está provocando que el turismo se esté erigiendo en uno de los principales factores económicos de desarrollo en Soneja. Aun así, resulta todavía escasa la oferta de alojamiento ofrecida en Soneja, especialmente la concerniente a turismo rural.
Aunque importante, el número de empresarios en Soneja asociados a FECAP -la única asociación empresarial comarcal- no alcanza el total de los mismos.
El porcentaje medio de población parada en Soneja en los últimos años es inferior (2’5 % en 2005) a la media de desempleados registrada en los niveles comarcal, provincial y autonómico. Del total de población desempleada, dos terceras partes (65’71 %) lo conforman mujeres, de modo paralelo a lo que sucede a escala provincial. La población parada con edades comprendidas entre los 25 y los 44 años tiene mayor representación que la de edades superiores o inferiores a ese rango, hecho diferencial con respecto a escalas territoriales de mayor envergadura. Asimismo, el nivel de estudios realizados más frecuente entre la población parada sonejera es el correspondiente a la EGB/ESO, seguido del BUP/Bachillerato, lo que sitúa a los desempleados de Soneja por encima -en lo que a nivel académico logrado se refiere- de la población parada de escalas territoriales superiores. El grupo profesional más demandado por la población desempleada sonejera es el de trabajadores no cualificados, seguido del de empleados administrativos.
La mayor parte de esos parados proceden del sector terciario, y otro porcentaje importante del sector industrial. No obstante, la actividad económica que más desempleados ha producido en los últimos años ha sido la relacionada con la inmobiliaria, seguida por la industria manufacturera y la del alquiler.

## Administración y política
| Periodo   | Nombre                  | Partido   |
| --------- | ----------------------- | --------- |
| 1979-1983 | Ilidio Zorita Ballester | PSPV-PSOE |
| 1983-1987 | Gerardo Soriano Piquer  | PSPV-PSOE |
| 1987-1991 | Emilio Ginés Rivas      | PSPV-PSOE |
| 1991-1995 | Emilio Ginés Rivas      | PSPV-PSOE |
| 1995-1999 | Emilio Ginés Rivas      | PSPV-PSOE |
| 1999-2003 | Emilio Ginés Rivas      | PSPV-PSOE |
| 2003-2007 | Emilio Ginés Rivas      | PSPV-PSOE |
| 2007-2011 | Benjamín Escriche Rivas | PSPV-PSOE |
| 2011-2015 | Benjamín Escriche Rivas | PSPV-PSOE |
| 2015-2019 | Benjamín Escriche Rivas | PSPV-PSOE |
| 2019-2023 | Benjamín Escriche Rivas | PSPV-PSOE |
| 2023-act. | Benjamín Escriche Rivas | PSPV-PSOE |

## Patrimonio

### Religioso

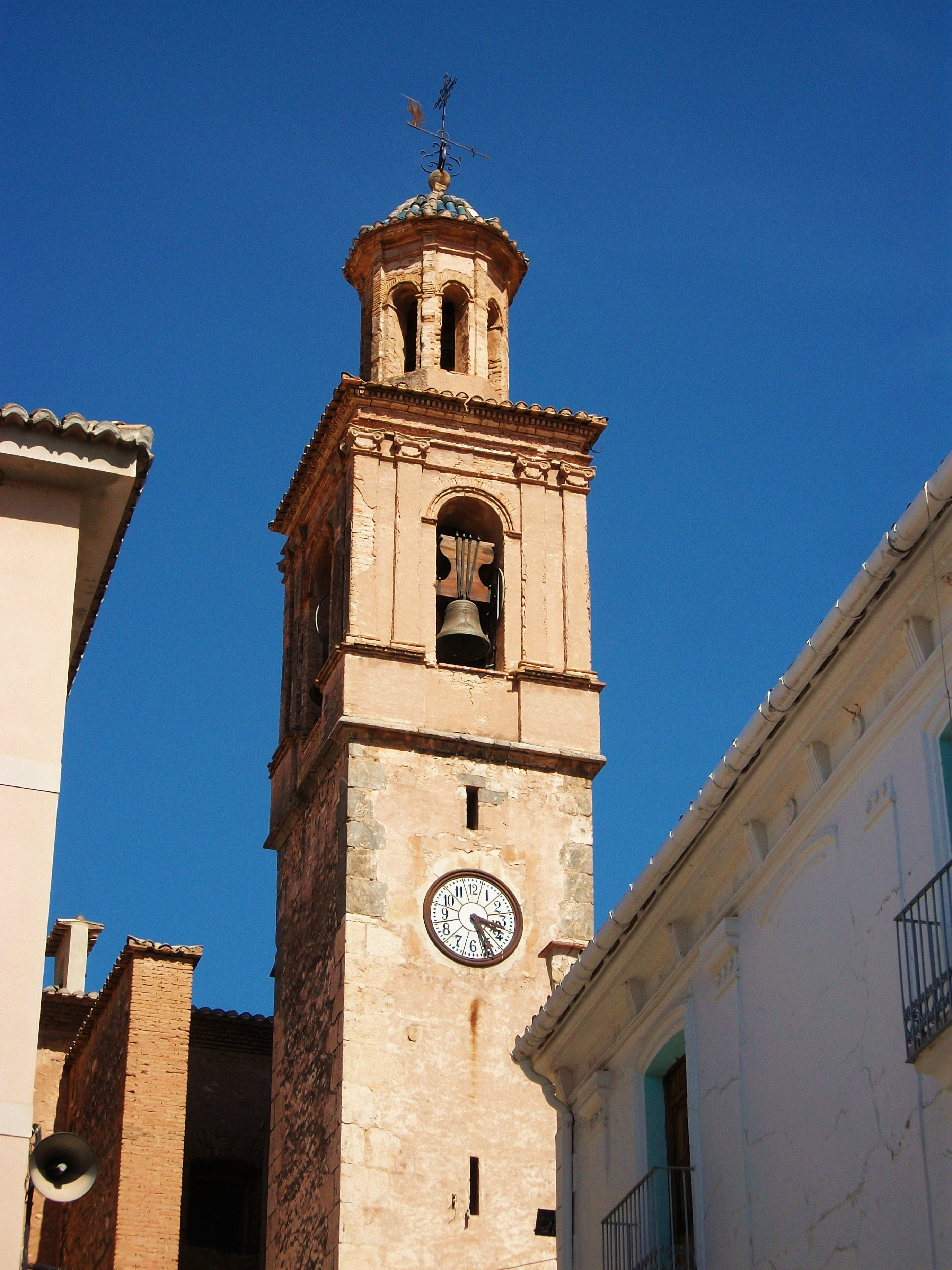
Campanario de la iglesia de San Miguel

- Iglesia de San Miguel Arcángel. Edificada en estilo corintio a mediados del siglo XVIII, está adornada con yeserías en estilo rococó. Se cree que en sus fundamentos puedan hallarse restos de una mezquita árabe, si bien hasta el momento no se ha hallado prueba o vestigio alguno.
- Ermita de San Francisco Javier. Edificio de interés arquitectónico. Construida a finales del siglo XVII, cumplió funciones de escuela desde el siglo XVIII y hasta mediados del siglo XX. Su campana data de 1691.
- Ermita del Calvario, en honor al Cristo de la Providencia. Está situada en la parte alta del parque municipal (antiguo Calvario). Se conoció como "el Castillo" en el pasado, debido a su función como baluarte defensivo durante la primera carlista.[17]
- Campanario de la iglesia de San Miguel Arcángel. Alberga un valioso conjunto de campanas, en el que destaca la “campana de los Cuartos”. La antigüedad de esta campana se remonta aproximadamente a 1250, lo que la convierte en la más antigua de la diócesis de Segorbe-Castellón, una de las tres con mayor antigüedad de la Comunidad Valenciana, y una también de entre las cinco más antiguas de España. Junto a esta, cabe destacar, entre las campanas de volteo, la campana gótica de alrededor de 1550, llamada “María”. Las otras campanas volteadoras son la “Salvadora” (que data de 1794), la “Josefa” y la “Miguela” (ambas fundidas en 1795). El conjunto se completa con la campana de las Horas (de 1847, que es una campana de tipo “cascarón” que muestra la epigrafía “Ntra. Sra. del Pilar”) y el cimbanillo (datado de 1794).

### Civil
- Acueducto "El Arco". Interesante muestra de la arquitectura hidráulica de la época musulmana que aún hoy conduce las aguas de la acequia madre, tomadas al río Palancia para el riego de la huerta.
- Muralla carlista de Soneja, construida entre 1839 y 1840 utilizando parte de las construcciones existente en el núcleo poblacional.
- Cisterna. Aljibe subterráneo originario de finales del siglo XVII o, con mayor probabilidad, del siglo XVIII, que se nutría de las aguas de la acequia madre. Su uso se redujo considerablemente tras la llegada del agua potable desde el manantial del Minguet (Segorbe), en 1891, y que abasteció primeramente a la fuente de San Juan.[18] Su empleo como almacén surtidor de agua se extinguió a mitad del siglo XX, cuando el agua potable llegó ya al interior de las viviendas.
- Restos de la muralla. Se construyó entre 1839 y 1840, con motivo de las incursiones carlistas a la localidad.[19]

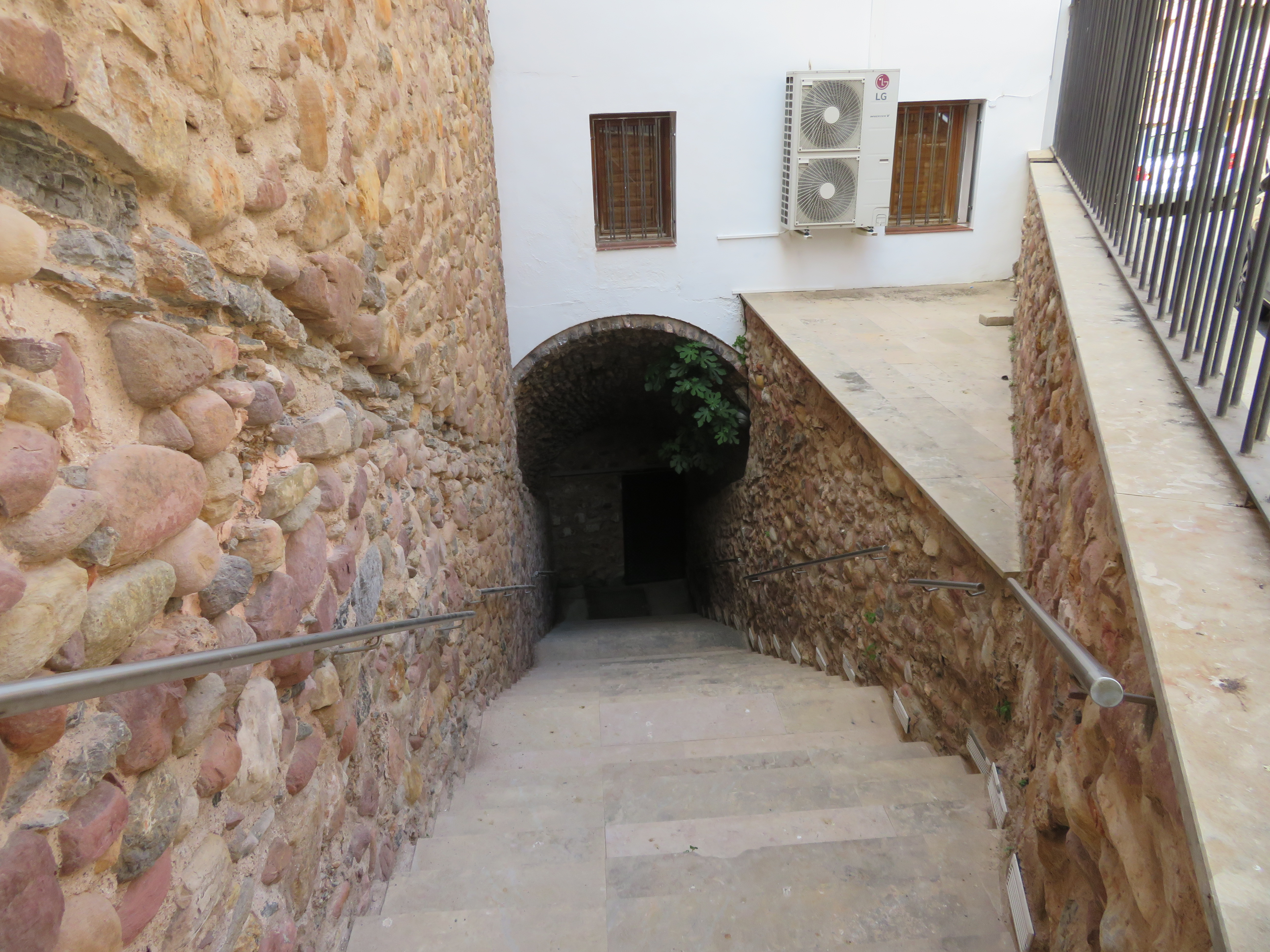
Cisterna de agua pública de Soneja,

### Museos

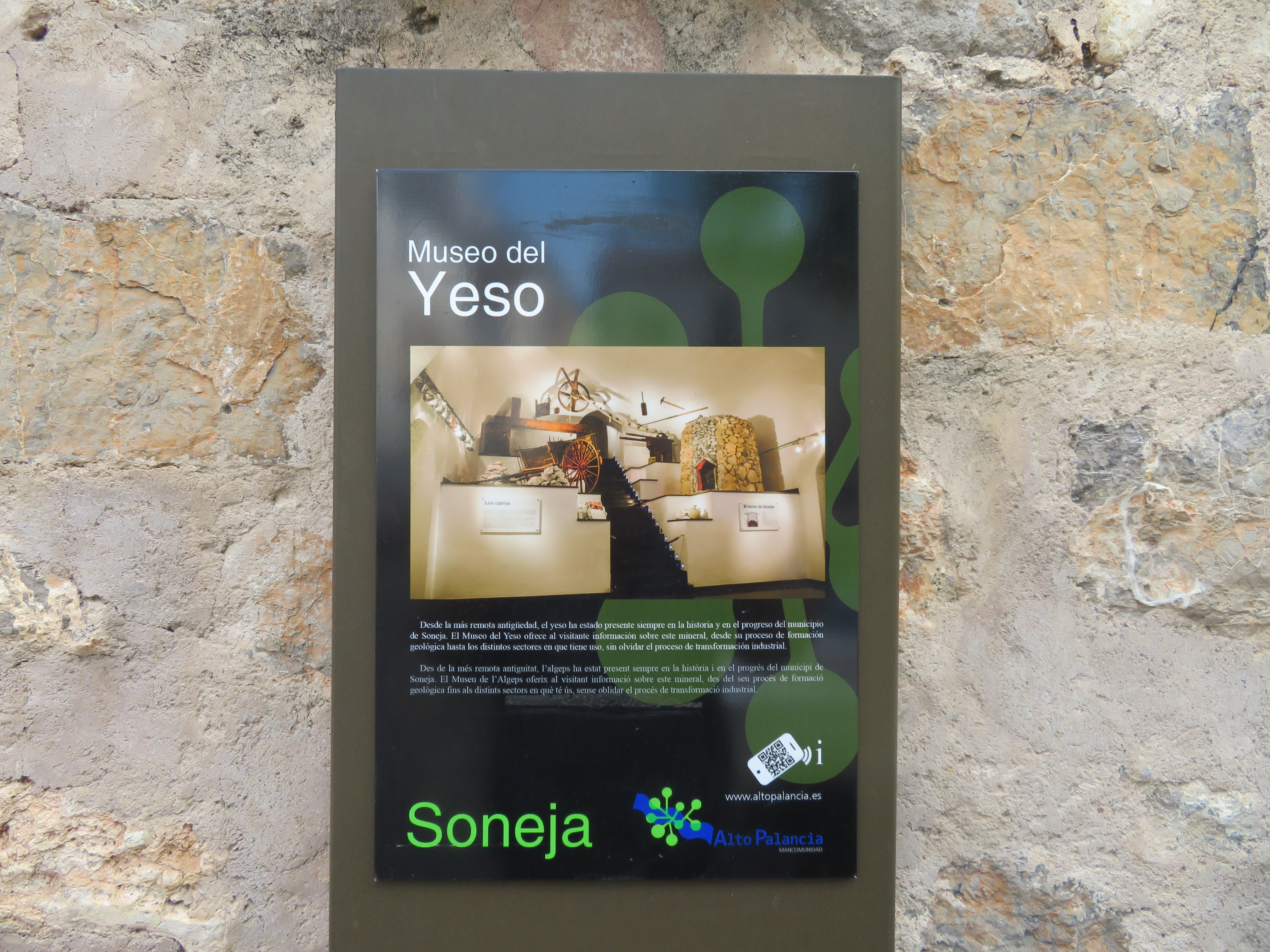
Museo del Yeso de Soneja

- Museo del yeso. Es un museo en el que se exhiben piezas y audiovisuales de yeso. Se inauguró el 12 de abril de 2008, y está situado en el número 11 de la céntrica plaza del Mesón, bajo los cimientos de la iglesia de San Miguel Arcángel.

### Otros

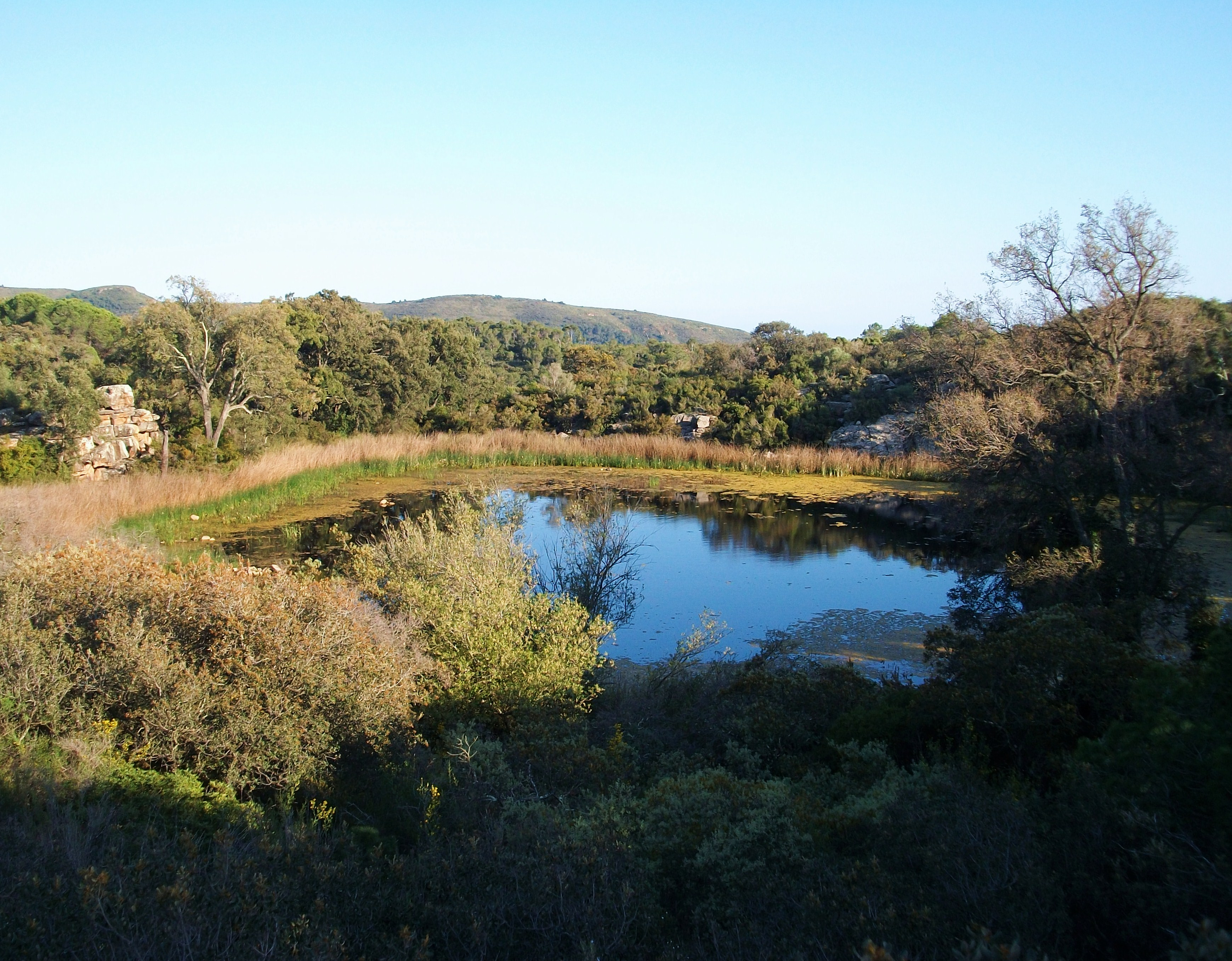
La Dehesa

- La Dehesa. Por su importancia medioambiental fue declarado paraje natural municipal en 2002 por la Generalidad Valenciana, si bien la declaración fue anulada en 2008 y vuelto a declarar ese mismo año. El paraje cuenta con un Centro de Interpretación ubicado en el km 1 de la carretera CV-230, Soneja–Burriana.
- Microrreserva "Balsa de la Dehesa". Por sus extraordinarios valores botánicos y medioambientales, la Generalidad Valenciana declaró el entorno de la balsa de La Dehesa microreserva de flora en 2000.
- Sendero PR-CV-320 (Soneja-La Dehesa).
- Área recreativa "Las Fuentes". Zona arbolada y con mesas y paelleros, situada a la salida del casco urbano, junto a la ribera del río Palancia. Al lado se encuentra acueducto "El Arco".
- Área recreativa "El Rodeno". Pequeña zona de descanso, poblada de pinares, en el paraje natural municipal "La Dehesa".

## Cultura
- Soneja dispone de Casa de Cultura desde el año 1970, cuando el Ministerio de Educación y Ciencia financió su construcción, sobre unos terrenos cedidos por el ayuntamiento. En ella se ubican los servicios de biblioteca municipal y el Centro Municipal de Formación de Personas Adultas. También se dispone en el mismo edificio de Aula Mentor.
- Soneja dispone de diversas asociaciones que fomentan diversas actividades socioculturales, entre las que destaca por su importante aportación a la música la Banda Sociedad Unión Musical.
- Concurso de Carteles y Fotografía Villa de Soneja. Se convoca anualmente en el mes de abril y el fallo del Jurado tiene lugar en el mes de julio, coincidiendo con las Jornadas Culturales de ese mes.

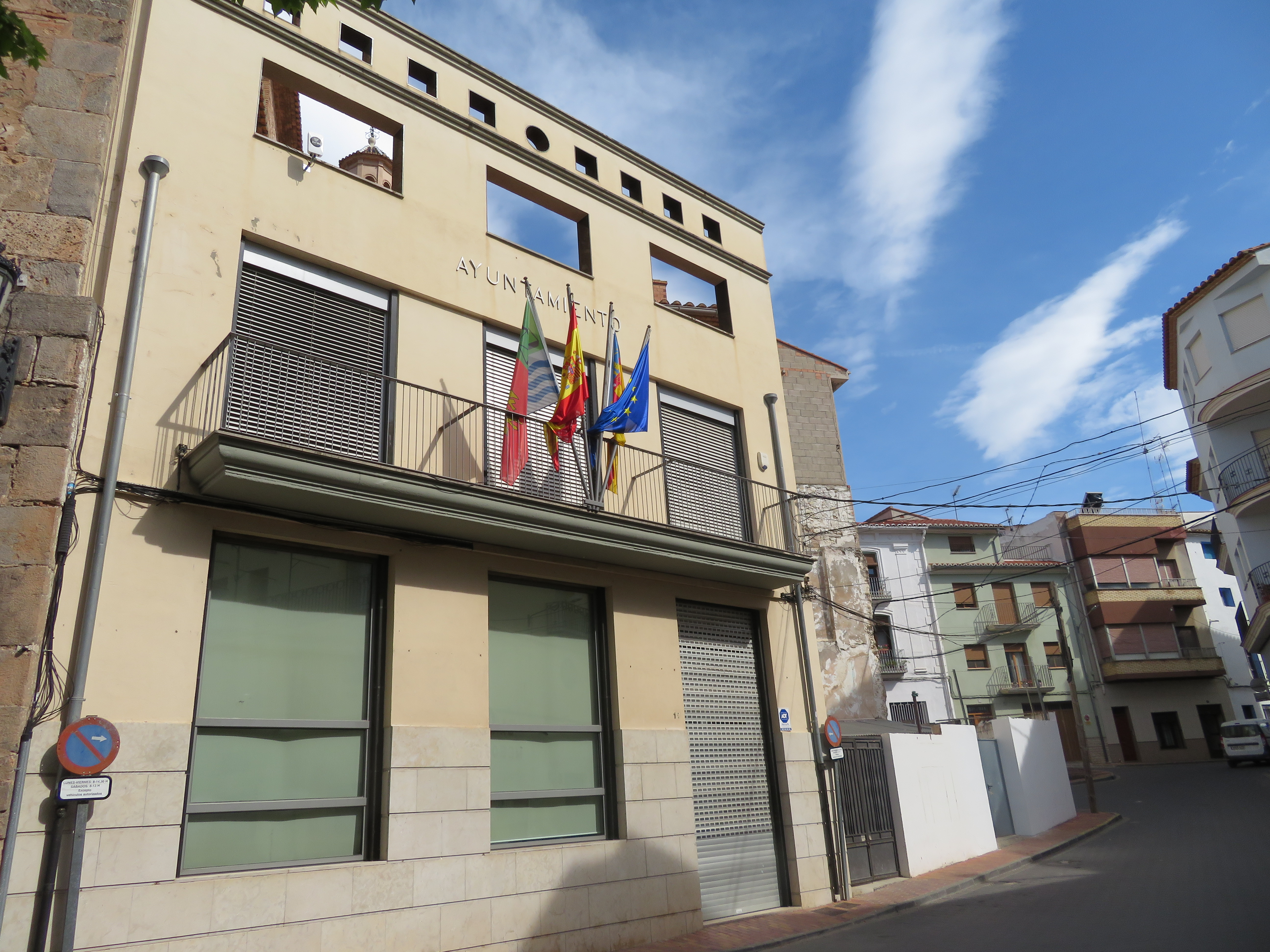
Ayuntamiento de Soneja

### Gastronomía
La gastronomía de Soneja es muy similar a la del resto de la comarca del Alto Palancia, en la que está enclavada, y es uno de los aspectos más destacables de su patrimonio cultural. Esta, de transición entre la valenciana y aragonesa, se basa en la tradición mediterránea de las tierras de interior. Es una cocina sencilla, basada en la calidad de las materias primas, con las que se elaboran embutidos, un excelente aceite de oliva, o frutas y hortalizas de la huerta. Entre los platos de la cocina sonejera hay que destacar la "olla", en sus tres variantes (de ayuno, con cabeza de cerdo y de repollo), y el arroz al horno.
Su repostería viene representada por los coquitos, los "cocotes" (empanadillas de tomate), las tortas de tomate, la torta de "mollas", las "orilletas", los pasteles de Navidad (boniato y cabello de ángel), los "rosigones", los mantecados, las tostadas de almendra, los rollos de anís o vino, las tortas de manzana y las "margaritas" (magdalenas).

### Fiestas
- Fiesta de San Antón. El día 17 de enero se celebra la festividad, aunque los festejos se realizan durante el fin de semana más próximo. Estos incluyen la bendición de animales bajo la imagen de santo en la calle Larga, actos taurinos y un asado de sardinas en la hoguera por la noche.
- Fiesta de San Matías. Se celebra esta fiesta el último fin de semana de febrero para conmemorar el traslado del Santísimo Sacramento al nuevo templo parroquial (ocurrido en 1766) y su consagración (en 1966). La víspera se celebran vaquillas, toro "embolao" y verbena.
- Fiestas Patronales. Se celebran en el último fin de semana de septiembre, en honor al Cristo de la Sangre y a San Miguel Arcángel. En ellas destacan, además de los actos litúgicos, una más que centenaria Cabalgata, el baile de mantones de Manila, la presentación de la Reina de las Fiestas, el homenaje a la Tercera Edad, el Gran Fondo (carrera pedestre con un recorrido semiurbano de 15 km), así como numerosas actividades lúdico-festivas.
- Semana taurina. Tiene lugar entre el último fin de semana de julio y la primera semana de agosto. Se celebra el Rock & Bulls, vaquillas, toros embolados, discomóviles y verbenas.
- Jornadas Culturales. En la segunda quincena de julio. Se organizan numerosas actividades de carácter cultural: música, teatro, exposiciones, conferencias, etc.

### Localidades hermanadas
- Boisseuil (Francia) desde 1993, voir Boisseuil (fr).